# Синявская Слобода (Кореличский район)
Синявская Слобода (бел. Сіня́ўская Слабада́) — деревня в Кореличском районе Гродненской области Республики Беларусь. В составе Еремичского сельсовета.

## География
Ближайшие населённые пункты Антонёво, Быковичи, Еремичи, Новое Село, Погорелка, Рудьма и др.

### Гидрография
Рядом с деревней протекает река Неман.

## История
В 1905 году в Деревнянской волости Ошмянского уезда Виленской губернии.
В 1940—1954 годах центр Синявского сельсовета.

## Население

### Численность
- 2019 год — 25 человек

### Динамика
- 2009 год — 42 человек (перепись населения)[2]
- 2019 год — 25 человек (перепись населения)

## Достопримечательность
- Братская могила —  Историко-культурная ценность Республики Беларусь, шифр 413Д000324.

## Известные лица
- Колесник, Владимир Андреевич (1922 — 1994) — белорусский литературовед.
- Наумович, Андрей Николаевич (род. 1963) — белорусский государственный деятель.

## Ссылка
- Кореличский райисполком.